# (16001) 1999 AY21
A (16001) 1999 AY21 a Naprendszer kisbolygóövében található aszteroida. K. Korlević fedezte fel 1999. január 15-én.